# Acacia odoratissima
Acacia odoratissima é uma espécie de leguminosa do gênero Acacia, pertencente à família Fabaceae.